# Emma Mærsk (2006)
El Emma Mærsk es el primero de los ocho buques portacontenedores de la clase Mærsk E, propiedad de A.P. Moller-Maersk Group. Estos buques fueron los portacontenedores más grandes del mundo hasta que en 2009 entraron en servicio los portacontenedores de la clase Explorer con capacidad para 16 020 TEU de la CMA CGM, aunque la Maersk pondrá en servicio los buques de la clase Mærsk triple E, con capacidad para 18 000 TEU, esperados para 2013.

## Capacidad
Oficialmente, el Emma Mærsk es capaz de cargar, según los cálculos de la compañía Mærsk, alrededor de 11 000 TEU, lo que supone aproximadamente 1400 contenedores, más de los que cualquier otro barco competidor es capaz de transportar.
La capacidad real estimada es mucho mayor, entre 13 500 y 14 500 TEU. La diferencia entre la capacidad oficial y la estimada resulta del hecho de que Mærsk calcula la capacidad de carga de un buque portacontenedores utilizando el número máximo de contenedores con un peso de 14 t que pueden transportarse en el buque, mientras que otras empresas calculan la capacidad de carga de un buque según el máximo número de contenedores que pueden ponerse en el buque, independientemente del peso de los contenedores. Este último número es siempre mayor que el número calculado por la empresa Mærsk.

## Historia

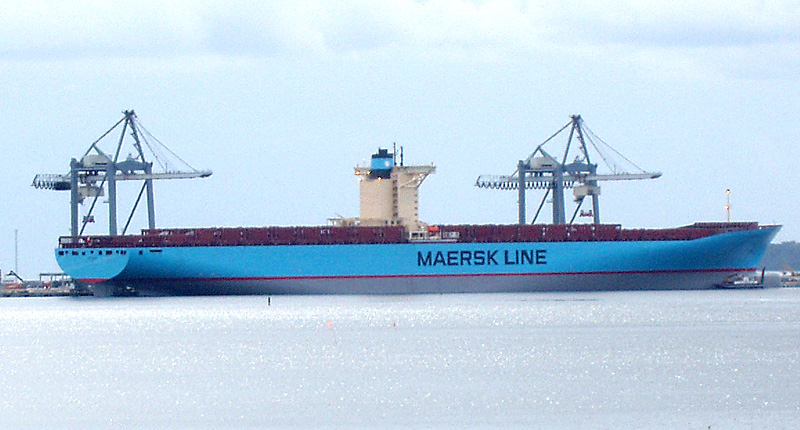
Emma Mærsk en el año 2006.

Esquema comparativo de longitudes de los mayores buques. Knock Nevis, Emma Mærsk, Queen Mary 2, MS Berge Stahl y USS Enterprise (CVN-65).

El buque fue construido en los astilleros de Lindø Yard, en Dinamarca. En junio de 2006, los trabajos de soldadura causaron fuego dentro de su superestructura durante su construcción.
Se le bautizó en una ceremonia el 12 de agosto de 2006. El nombre de Emma Mærsk se debe a la última mujer de Mærsk Mc-Kinney Møller, fallecida en 2005. Se hizo a la mar por primera vez el 8 de septiembre de 2006 a las 02:00 horas de Århus. Durante ese viaje inaugural arribó a los puertos de Gotemburgo, Bremerhaven, Róterdam, Algeciras, al Canal de Suez y llegó a Singapur el 1 de octubre de 2006 a las 20:05 horas. Al día siguiente zarpó hacia Yantian, Kōbe, Nagoya y Yokohama. El viaje de regreso incluyó las escalas de Yantian, Hong Kong, Tanjung Pelepas, el Canal de Suez, Felixstowe, Róterdam, Bremerhaven, Gotemburgo hasta Århus, donde arribó el 11 de noviembre.
Entre 2006 y 2008 la línea Mærsk ordenó la construcción de otros siete buques con la misma capacidad que el Emma Maersk, los cuales fueron bautizados como clase Mærsk E y cada uno recibió un nombre que comenzaba por esta misma letra: Estelle Maersk, Eleonora Maersk, Evelyn Maersk, Ebba Maersk, Elly Maersk, Edith Maersk y Eugen Maersk. El 21 de febrero de 2011, la línea Mærsk anunció que había encargado al astillero coreano DSME (Daewoo Shipbuilding & Marine Engineering) la construcción de 10 megabuques con una capacidad de 18 000 contenedores cada uno, los cuales se denominarán clase Mærsk Triple E y superarán en un 16% la capacidad de Emma Maersk.

## Motor y medio ambiente
El Emma Mærsk es impulsado por un motor Wärtsilä - Sulzer 14RTFLEX96 - C, que en la actualidad es la mayor unidad diésel del mundo, con un peso de 2300 t y con potencia de 109 000 cv (82 MW).
La nave tiene varias características para proteger el medio ambiente, incluyendo el reciclaje de los gases de escape, que se mezclan con aire fresco nuevo para su reutilización en el motor, aumentando la eficiencia hasta un 12% y reduciendo las emisiones de los motores.
En lugar de biocidas, usados por gran parte de la industria para mantener el casco en condiciones óptimas, se emplea una pintura con base de silicona, de modo que se aumenta la eficacia del buque mediante la reducción de la fricción con el agua al tiempo que se incrementa la protección del océano al evitarse la filtración de biocidas. La pintura de silicona que cubre la parte del casco por debajo de la línea de flotación permite una disminución de la resistencia del agua suficiente como para economizar 1200 t de combustible al año.